# 奇跡の朝
『奇跡の朝』 (原題：Les Revenants) は、2004年のフランス映画。ロバン・カンピヨによる初監督作品。
日本では、2006年3月にフランス映画祭で『they came back（仮題）』の題で上映されたのち、9月23日にユーロスペースにて劇場公開された。なお、DVDリリースの際は『ウェイクアップ・デッドマン 奇跡の朝』の題となった。

## ストーリー
ある朝、フランスのある町で大勢の人々が歩いているところが発見され、その大勢が過去10年以内に死亡した者たちであることが判明した。
市議会が蘇った者たちの受け入れに奔走する一方、蘇った者たちは愛する者たちとの時間を取り戻そうとしていた。

## キャスト
- ジェラルディン・ペラス
- ジョナサン・ザッカイ
- フレデリック・ピエロ
- カトリーヌ・サミー
- ヴィクトール・ガリヴィエ

## スタッフ
- 監督 - ロバン・カンピヨ
- 撮影 - ジャンヌ・ラポワリー